# لازلو هاركا
لازلو هاركا (من مواليد 23 نوفمبر 1945) هو لاعب كرة يد مجري سابق شارك في الألعاب الأولمبية الصيفية 1972.
في عام 1972 كان جزءًا من الفريق المجري الذي احتل المركز الثامن في البطولة الأولمبية . لعب أربع مباريات وسجل هدف واحد.

## روابط خارجية
- لازلو هاركا على موقع أوليمبيديا (الإنجليزية)
- لازلو هاركا على موقع اللجنة الأولمبية المجرية (الهنغارية)

- الملف الشخصي